# Austrolimnophila (Austrolimnophila) tanana
Austrolimnophila (Austrolimnophila) tanana is een tweevleugelige uit de familie steltmuggen (Limoniidae). De soort komt voor in het Afrotropisch gebied.